# Породы лошадей
Породы лошадей — группы домашних лошадей, которые обладают генетически обусловленными биологическими и морфологическими свойствами и признаками, причём некоторые из них специфичны для группы и отличают её от других пород лошадей.
Существует огромное количество пород домашних лошадей. Выделяют несколько типов лошадей, каждый из которых имеет своё предназначение. Для досуга, развлечений и конных прогулок на природе используют прогулочных лошадей «хобби-класса». Для туризма, верховой езды — спортивных лошадей, для ипподромных испытаний — скаковых и рысистых. В России к ним относится пятая часть от двух миллионного поголовья лошадей. В рабоче-пользовательных целях — около 1,5 миллиона голов, хотя потребность в них выше в три — четыре раза.

## История
На Руси (в России) по типу использования лошади были:
- упряжная:
  - коренная;
  - пристяжная;
  - ды́шельная;
  - выносная (подседельная и подручная);
- верховая;
- вьючная[1]. В военном деле употреблялись офицерские, подъёмные, заручные и так далее лошади.

К концу XIX века в Российской империи в отношении пород различали два главных типа:
- лошадь степная;
- лошадь крестьянская;
- кроме того, были заводские лошади различных пород[2].

Главную массу лошадей составляли отнесённые к типу крестьянских. Эти лошади, попав в Россию в очень давние времена из азиатских степей, видоизменялись под влиянием местных условий: в некоторых местностях мельчали, в других перешли в самостоятельные отродья. К числу последних относились финки, эстонки, вятки (вместе с обвинскими и казанками). 
К степным породам лошадей относятся донские, украинские, черноморские, калмыцкие, кабардинские, абхазские, киргизские, башкирские, туркменские, сибирские и бурятские или монгольские.
Из-за распада Советского Союза и экономической разрухи пришли в упадок все конные заводы, в которых выращивают породистых лошадей, а в большинстве деревень не стало и рабочих лошадей. Сегодня на грани исчезновения находятся не только многие аборигенные породы — кузнецкая, приобская, нарымская, печорская, мезенская, обвинская, вятская, но и такие знаменитые заводские, как владимирский и советский тяжеловозы (в каждой из них осталось менее чем по 200 чистопородных кобыл), верховые — терская (чуть более ста кобыл) и кабардинская (две тысячи чистопородных кобыл). Не лучшие времена переживает и орловская рысистая порода, которой в 2011 году исполнилось 230 лет.
По данным некоторых агентств в 1993 году во всём мире насчитывалось 427 пород лошадей. В бывшем СССР разводили примерно одну седьмую часть от общего числа пород, а теперь в России только три десятка отечественных пород, в том числе будённовская, русская верховая, несколько всемирно известных, чистокровная верховая, арабская, ахалтекинская, тракененская, ганноверская, американская рысистая, першеронская, шетландский пони, встречаются единичные экземпляры таких пород, как ольденбургская, баварская, французская верховая, теннессийская, кватерхорс, андалузская. Для племенного разведения используют только 18 % лошадей от их общего количества.

## Классификации пород лошадей
Соответственно экстерьеру и общей конституции, много зависящих от соответственного воспитания и кормления, различают лошадь упряжную (тяжеловозы, сельскохозяйственные, каретные или шорные), верховую и вьючную, рысистую и скаковую.
Разнообразные породы лошадей группируют по:
- зонально-климатическому признаку
  - лесные
  - степные
  - горные
- назначению
  - верховые
  - верхово-упряжные
  - легкоупряжные
  - тяжелоупряжные
  - верхово-вьючные
- происхождению
  - культурные
  - переходные
  - аборигенные (местные)
- методам разведения
  - заводские
  - табунные
  - культурно-табунные

В Советском Союзе была принята комплексная классификация конских пород, в которой, с одной стороны, учитывался тип хозяйственного использования, с другой — степень влияния естественного и искусственного отбора, а также природные зоны, формировавшие породы. В соответствии с этой классификацией, породы делятся на:
- заводские (преобладание искусственного отбора, повышенная требовательность к условиям содержания и кормления, которая окупается повышенной работоспособностью и специализацией). Делятся на:
  - верховые
  - легкоупряжные
  - тяжеловозные
- местные (наилучшим образом приспособленные к природным условиям, неприхотливые и нетребовательные, но мелкие и менее работоспособные). Делятся по природным зонам, в которых они выведены и к которым они приспособлены:
  - северные лесные
  - степные
  - горные
- переходные (часто созданы скрещиванием первых двух типов). Имеют одновременно признаки деления и местных, и заводских пород, но хозяйственная специализация (верховой, упряжной или тяжелоупряжной тип) у них выражена слабее, чем у заводских.

Породы пони (наиболее мелких лошадей) также можно классифицировать как:
- местные (например, наиболее мелкий шетлендский пони, измельчавший в суровых условиях Шетлендских островов)
- переходные (улучшенные заводскими породами) (уэльский)
- даже практически заводские, выведенные в XX веке специально для детского спорта (верховые пони (название пород) Англии и Германии)

Планка роста для пони в Западной Европе весьма высока (до 140 см), и практически в эту группу по западной классификации приходится относить и степных, и северных лесных лошадей.
Тяжеловозные, или тяжелоупряжные, породы разводят для выполнения разнообразных сельскохозяйственных работ со времён средневековья. Тяжеловозы — крупные, спокойные, сильные лошади. Конечно, сейчас использование их в качестве тягловой силы заметно снизилось, но это не мешает сохранять в чистоте такие породы, как клейдесдальская, суффолькская и шайрская в Англии, арденская в целом ряде стран Западной Европы, немецкие мекленбургская тяжеловозная, норикейская, рейнско-немецкая, рейнско-вестфальская, саксоно-тюрингская, шлезвигская. А некоторые другие породы тяжеловозов (например, вюртембергская) переориентированы на спортивное направление. Английские породы тяжеловозов сыграли решающую роль в выведении ряда подобных пород в России.

### По признакам
Классификация пород лошадей до сих пор ещё не вполне разработана. На основании строения скелета и других характерных общих отличий многочисленные породы лошади можно свести к следующим трем типам:
1. норийский (иначе низменный, европейский, германский, северный, окцидентальный).  Название происходит от римской провинции лат. Noricum, рус. Норик в Альпах на территории современной Австрии;
2. восточный (ориентальный, или арабский);
3. монгольский.

Кроме чисто зоологических признаков, разница между ними проявляется и в других, чисто сельскохозяйственных.
Восточная лошадь характеризуется малой и широкой головой, большими глазами и «щучьим» профилем. Все кости как черепа, так и всего скелета тоньше, но плотнее, чем у норийской. Восточная мельче ростом, чем норийская, уже, суше, поздноспелее, кормится и держит тело хуже, а потому и в корму переборчивее и прожорливее, не так сильна, но на ходу быстрее, вынослива, энергична, своенравна, более интеллигентна (А. Армфельд).
- Арабская лошадь
- Английская чистокровная лошадь
- Ахалтекинская лошадь
- Англо-норманнская лошадь
- Першерон
- Бельгийская лошадь
- Азербайджанская лошадь
  - Карабахская лошадь
  - Делибоз
  - Кубинский иноходец
- Шведский пони
- Венгерская лошадь
- Шетландский  пони
- Йоркширская лошадь
- Ольденбургская лошадь
- Тракененская лошадь

Норийская лошадь имеет развитую лицевую часть на счет черепной, весь череп более длинен и узок, глазные дуги мало выдаются, профиль головы выгнутый, особенно в носовой части. Норийская лошадь крупна, массивна, богата мышцами, имеет мощный костяк, скороспела, хорошо усвояет пищу и держит тело, сильна, не особенно вынослива, на ходу не быстра, послушна, вяла, флегматична, хладнокровна, менее интеллигентна и т. п. Западные породы получили название норийских благодаря пинцгауской породе.
- Клейдесдаль.
- Битюг
- Шведка (порода лошадей)
- Донская лошадь
- Орловский рысак.

Для мелкой норийской лошади чрезвычайно типичны породы, распространённые по всему северу Европы под именем норвежской, бретонской, норманнской и др. Это маленькие лошади, приспособившиеся к скудным по корму местностям, одинаково годны и в работу, и в езду. Сюда же нужно отнести и различных пони, таких как шотландских, уэльских, Exmoor, New-Farest, но работоспособность их незначительна. В России различают несколько подпород этого типа, получивших большую или меньшую самостоятельность; из них более замечательны два клеппера и шведка. Более или менее чистый тип норийской лошади представляют и жмудские, обвинские, вятские, казанские и мезенские лошади также довольно константной породы; масть различная, не саврасая, рыжая и соловая, с ремнем на спине, считается особенно типичной. Под влиянием неблагоприятных условий кормления и плохого подбора породы (кроме жмудской) постепенно вырождаются, и крупные лошади среди них составляют исключение. Сюда же нужно причислить и крестьянских лошадей.
Монгольская лошадь по сухости сложения и по росту приближается к восточной, но особое устройство черепа, отличное от первого и второго типа, и отсутствие на задних конечностях каштанов (роговые бородавки на внутренней поверхности ног) заставляют выделить её в особую группу. Монгольский тип имеет многих представителей в степной части России. Условия их содержания сильно отличаются от обычного воспитания лошадей. Как у кочевых народов, так и у некоторых заводчиков лошади разбиваются на отдельные косяки или табуны; каждая такая группа состоит из кобыл, числом от 10 до 20, с сосунами, одно— и двухлетками, под главенством одного жеребца. Подобное содержание является главным препятствием к усовершенствованию степных лошадей жеребцами культурных пород, которые не выносят условий косячной жизни, а кроме того, всегда бывает очень трудно подкармливать и правильно воспитывать жеребят. Из степных лошадей, вообще более пригодных для верховой езды, наиболее распространены киргизские.
Не все, однако, существующие породы подойдут под указанную группировку. Многие из них представляют лошадей смешанного происхождения, явившихся вследствие скрещивания, особенно часто практиковавшегося между лошадьми восточного и норийского типов. По численности преобладает монгольский тип лошадей, известных более под именем степных. По свидетельству китайцев, лошади этого типа приручены за 6000 л. тому назад. Из азиатских степей, где они главным образом разводятся, в связи с расселением тюрков в IV в. расселились также и по степям юга России и пустам Венгрии. Более культурная восточная лошадь стала известна со времен пророка Мухамеда, который даже включил разведение благородных лошадей в кодекс религиозных воззрений. Со времени крестовых походов восточная лошадь получает широкое распространение и оказывает решительное влияние на преобразование европейского коннозаводства. Норийская лошадь имела в доисторическую эпоху двух представителей: одного мелкого, другого крупного типа. Полагают, что от первого произошли современные пони и мелкая туземная порода лошадей северных государств, а от второго — тяжеловозы Средней Европы. На разведение последних оказало большое влияние развитие средневекового рыцарства, так как их тяжелое вооружение требовало лошадей значительной силы и величины. Из континента она в XII в. была перевезена в Англию, где под влиянием обильного кормления и достигла настоящих громадных размеров.

### Лошади для шоу
Есть особая категория лошадей редких мастей, которые умеют двигаться особыми видами аллюров. Это так называемые лошади для шоу: американская кремовая и белая, аппалуза, паломино, пинто, пасо-фино, миссури фокстроттер, фалабелла и так далее.
За последние десять-двадцать лет появились даже специализированные породы лошадей для шоу:
- американская золотая верховая
- американская миниатюрная
- арааппалуза (производное арабской лошади и чубарых аппалуза)
- квараб (производное пород кватерхорс и арабской)
- мораб (производное пород морган и арабской)
- пинтабиан (производное арабской породы лошадей и пегих лошадей пинто)
- национальная лошадь шоу (производное чистых «арабов» с крупной американской верховой)
- рек-лошади (обладают особенным аллюром, не похожим на обычные шаг, рысь или иноходь).

## Аборигенные породы лошадей
Амурская — маленькая, крепко сложенная лошадь; она свободно совершила переход из Сибири в Петербург свыше 8000 верст.
Башкирская — происходит от местных пород степного и лесного типов, формировалась в условиях резко континентального климата при круглогодичном пастбищном содержании.
Гуцульская — порода, распространённая в Карпатах и во многих странах Восточной Европы. Это небольшие лошади (высота в холке 125—144 см) горского типа верхово-упряжного склада. В своё время она была улучшена гафлингскими и арабскими жеребцами. Поэтому и рост у лошадей этой породы хороший, и масти самые разнообразные.
Камаргская (камарги) — старейшая французская порода, облагороженная арабской кровью. Рост 135—148 см, а масть необыкновенно нарядная — светло-серая.
Коник (польский коник) — местная польская порода, ведущая начало от лесной разновидности тарпана, разводится без скрещивания с другими породами, поэтому и масть преимущественно «дикая» — мышастая с ремнём по хребту, и высота в холке не превышает 130 см.
Марварская лошадь (марвари) — древняя порода, которую благодаря её невысокому росту иногда причисляют к пони. Изящная и сильная, берёт своё начало со средневекового периода. Развилась эта порода в Индии около города Марвар и, вероятно, на северо-западе Индии близ границы с Афганистаном.
Фиордская — норвежская древняя порода. Лошадей этой породы отличает прямоугольный формат, мощный корпус и толстая шея. Они широколобы, коротконоги, с высотой в холке 135—145 см, саврасой (блёклая неравномерная коричневая, желтоватая или рыжая окраска волос туловища с посветлениями на конце морды, вокруг глаз и на животе) или буланой масти (желтовато-золотистая или песочная окраска волос на голове и корпусе, а грива, хвост и ноги ниже скакательных суставов чёрные).
Якутская — лошадь северного лесного типа, наиболее морозостойкая, имеющая подшёрсток и шерсть длиной более 15 см. Даже зимой она может кормиться травой из-под снега, разгребая его копытами, т.е. тебеневать.

## Смешанные породы
Чтобы получить хороших кавалерийских лошадей, притом в значительном количестве, потребном для ремонта, однообразных по статям, а также городских, то есть шорных, каретных и рысаков — разводили лошадей, представляющих помесь чистокровных пород и нечистокровных. Разведение таких смешанных пород полукровных составляло одну из самых выгодных отраслей хозяйства (спрос на полукровок был всегда оживленный), а потому и на Западе, и в России было много заводов (Тракененский в Германии, Кисбер в Венгрии, Ново-Александровский, Лимаревский и Стрелецкий в Харьковской губернии); иногда целые местности (Ганновер, Ольденбург, Мекленбург, Нормандия, многие графства Англии и Ирландии) занимались этим делом. Материалом для таких помесей служили в особенности часто норийская лошадь, скрещиваемая с арабской и позднее почти исключительно с английской породой.
Собственно полукровки обозначают помесь наполовину, на самом же деле слово «полукровный» относится к помесям всяких степеней. Если же нужно точно определить пропорцию содержания чистой крови в данном животном, то говорят 1/4, 1/2, 3/4 крови и т. д. Чем более чистой крови содержит животное, тем оно ценится выше, так как по качествам своим приближается к лучшей из смешиваемых пород. Лучших представителей полукровных лошадей имеет Англия. Здесь они разводятся в значительном числе (одних гонтеров более 20 тысяч голов) и для самых разнообразных целей: для скачек с препятствиями, охоты, прогулок в парках, для путешествий и т. д., причем для каждого такого отдельного случая имеется особо приноровленная лошадь. Наиболее известна из таких английских полукровок — гонтер. Такой же известностью во Франции пользуются англо-норманны.
Полукровки Тракененского завода, в Восточной Пруссии, содержат приблизительно на 1/2 английской крови, на 1/4 восточной и на 1/4 туземной литовской лошади. До начала века на заводе в качестве производителей преобладали восточные (неаполитанские и турецкие), после наполеоновских войн — английские жеребцы. Завод производит легких и тяжелых верховых, вороных, гнедых и рыжих экипажных лошадей. Рост от 4 до 6 вершков, сложения гармоничного, очень послушного характера. Кроме того, хорошие экипажные лошади разводятся во многих местностях Северной Германии: в Ганновере, Ольденбурге, Мекленбурге и т. д. Богатые сочными лугами, эти страны издавна обладали крупной рыцарской, рабочей, отчасти и упряжной лошадью. Скрещивание с английской лошадью создало из них верховую, а главным образом, красивую и даже элегантную упряжную; весьма пригодны для городской езды, а для других целей не подходят по своей вялости, малой выносливости, а главное, позднеспелости.
Особую группу среди смешанных пород составляют рысаки, между которыми наиболее славятся три породы: орловская, русская и американская.